# 지정 (조선)
지정(池淨, ? ~ 1453년)은 조선 전기의 무신, 정치인이다. 본관은 충주(忠州), 자는 희용(希容), 호는 우송당(友松堂)이다. 우의정 정분(鄭苯)의 조카이다. 조순생(趙順生)·이석정(李石貞) 등과 함께 안평대군 이용의 당원(黨援)이었다.

## 생애
1438년(세종 20년) 함길도 경력(經歷), 1440년 회령(會寧) 첨절제사(僉節制使) 겸 판관(判官)을 지내고, 1444년(세종 26) 삼군진무(三軍鎭撫)로서 경상도선위관에 차견(差遣)되어 왜구의 침입으로 소란된 민심을 무마시켰다.
1448년 지태안군사(知泰安郡事)로 파견되었고, 1450년(문종 즉위년)에 입조하여 특지로 판사복시사(判司僕寺事)에 발탁되었으며, 1451년 첨지중추부사가 되면서 정평도호부사(定平都護府使)를 겸직하였다.
1453년(단종 1) 충청도병마절도사에 제수되어 부임을 기다리던 중 계유정난이 일어나면서 수양대군(首陽大君)일파에 의하여 “안평대군(安平大君)과 반역을 도모하였다.”고 논죄되어 전라도 영암에 위리안치(圍籬安置)되었다가, 그 해 조수량(趙遂良)·안완경(安完慶)·이양(李穰)·민신(閔伸) 등과 함께 교살되었다. 이조판서에 증직되었다.